# Förderstedt
Förderstedt is een plaats en voormalige gemeente in de Duitse deelstaat Saksen-Anhalt, en maakt deel uit van de Landkreis Salzlandkreis.
Förderstedt telt 5.814 inwoners.